# Romániai magyar filológia
Romániai magyar filológia (1918-1980) Filológia – a görög-latin philologia ('a szó szeretete') mai jelentését figyelembe véve, a romániai magyar filológia nyelvünk, irodalmunk és művelődésünk értékeinek ama vizsgálata, amely a szövegelemzést és -gondozást a forráskutatással, tárgytörténeti és életrajzi adatok feltárásával s a kapcsolattörténeti vonatkozások kiaknázásának komplex módszerével párosítja.
Fokozott mértékben támaszkodik intézményes keretekre. A két világháború közt az Erdélyi Irodalmi Szemle szerkesztősége, az EME és levéltára, a Székely Nemzeti Múzeum, majd az 1940-es évek elején az ETI töltötte be ezt a szerepet. Csűry Bálint Szamosháti szótára és György Lajos A magyar regény előzményei c. kötete mellett a filológiai munka folytonosságát Bitay Árpád, Rajka László s Herepei János biztosította. Új nemzedék jelentkezett Szabó T. Attila, Blédy Géza és Jancsó Elemér személyében.
A második világháború után romániai magyar filológia fő bázisai egyetemi és főiskolai tanszékek, akadémiai és dokumentációs könyvtárak, kutatóintézetek, könyvkiadók. Sokrétű filológiai kutatások tükre a NyIrK. Önálló kötetekbe foglalt eredményekkel időrendben Jancsó Elemér, Antal Árpád, Szigeti József, Benkő Samu, Szabó György jelentkezett. A dokumentációs könyvtárhálózat gyűjteményeinek felhasználásával került sor a marosvásárhelyi nyelvemlékek közzétételére Farczády Elek és Szabó T. Attila, majd Rettegi György emlékiratának teljes kiadására Jakó Zsigmond Pál gondozásában.
Ki nem aknázott lehetőségekre utal Bustya Endre Ady-kiadványaival és Vigh Károly régi városi jegyzőkönyvek tanúvallomásaival. Csúcsteljesítményeket mutat fel a szótárirodalom, így a nemzetközi sikerű Erdélyi magyar szótörténeti tár. Új eredményeket hozott a későbbi fiatal filológus nemzedék – Cs. Gyimesi Éva, Molnár Szabolcs, Péntek János, Rohonyi Zoltán – elméleti igényessége.